# Waldenau-Datum

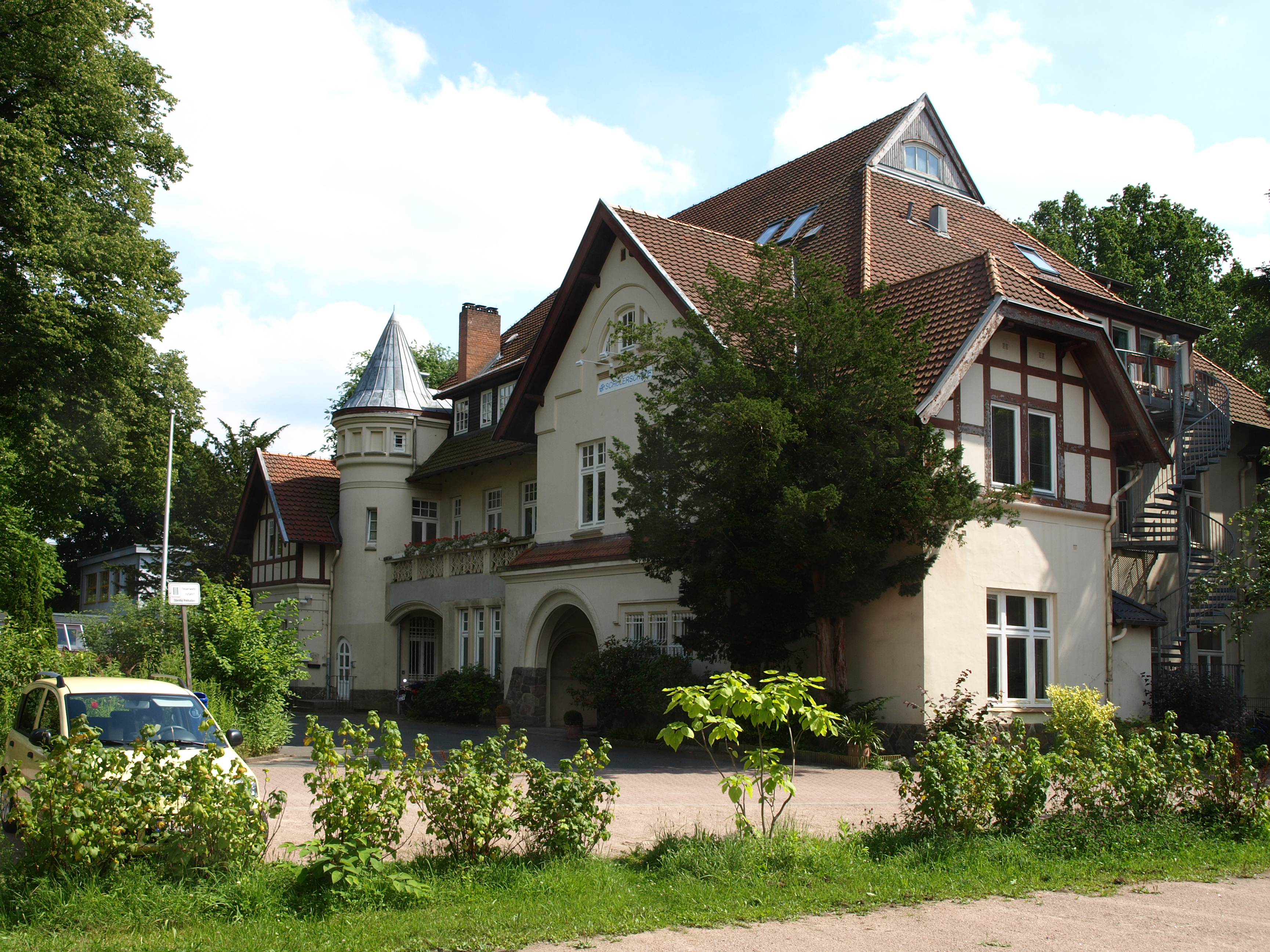
Ehemaliges Gutshaus Waldenau (erbaut 1899–1905)

Waldenau-Datum ist der südlichste Ortsteil der Stadt Pinneberg nahe Hamburg in Schleswig-Holstein mit etwa 5100 Einwohnern.
Der Ortsteil besteht aus dem ehemaligen Gutshof Waldenau und dem ehemaligen Bauerndorf Datum. Das Haupthaus des ehemaligen Gutshofes ist auch das markanteste Gebäude im Ortsteil und wird seit 2001 von der Schülerschule genutzt; vorher hatte es von 1948 bis 1999 als Kinderheim der Stadt Hamburg gedient. Gemeinsam mit Thesdorf wurde der Ort 1927 nach Pinneberg eingemeindet. Waldenau liegt in direkter Nähe zum Forst Klövensteen. 

## Lage
Waldenau grenzt im Norden an die Pinneberger Stadtteile Thesdorf und Eggerstedt, im Osten an Halstenbek, im Süden an Schenefeld und Hamburg-Rissen, sowie im Westen an Appen-Etz.

## Geschichte
Die frühesten archäologischen Siedlungsspuren stammen aus dem 6. Jahrhundert v. Chr. (Jastorf B). Bei dem Fund handelt es sich um Scherben eines schwarzen, unverzierten Schöpfgefäßes, die bei Grabungen im Sommer 1954 (Schünenkamp) am Grunde eines alten Ringbrunnens gefunden wurden. Der Brunnenschacht war aus einem ausgehöhlten Eichenstamm gearbeitet und hatte einen Durchmesser von 90 cm und eine Höhe von 60 cm. Er gehörte wahrscheinlich zu einem svebischen Dorf oder einem Einzelgehöft am westlichen Hang des Düpenautals.
Bis zum Abriss 1962/1963 stand am Übergang von der Behrensallee zum Marktplatz das sogenannte „Waldenauer Torhaus“. Die früheste Erwähnung findet sich in einer Lithografie von 1852.

## Kultur und Bildung
Sportverein des Orts ist der 1947 gegründete SuS Waldenau. Der Bürgerverein Waldenau-Datum von 1934 e.V. organisiert jedes Jahr das Erntedankfest, das Osterfeuer und einige andere Veranstaltungen.
2024 fand zum 76. Mal der traditionelle Erntedankumzug durch die Gemeinde statt, der jährlich tausende von Besuchern anlockt.
Im Ort gibt es neben der evangelischen Kreuzkirche Waldenau eine Kinderkrippe und im Nieland einen ev. Kindergarten sowie eine Grundschule; am Marktplatz hat die Schülerschule ihren Sitz (Kl. 1–10).